# Ruské noci

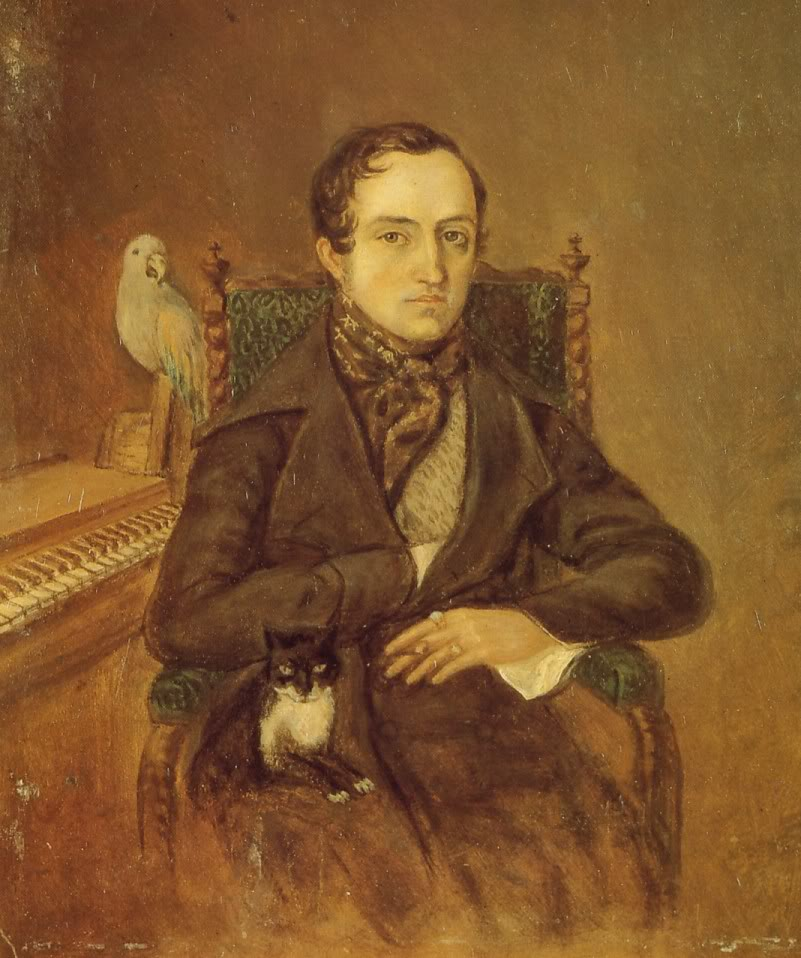
V. F. Odojevskij roku 1844

Ruské noci (1844, Русские ночи) je nejvýznamnější dílo ruského romantického spisovatele Vladimira Fjodoroviče Odojevského, které vyšlo jako první svazek třídílných autorových spisů Díla knížete V. F. Odojevského (Сочинения князя В.Ф. Одоевского) a je označováno za první ruský filozofický román. Jde o rámcový příběh, do kterého je vloženo dvanáct žánrově různorodých novel a povídek (fantastických, utopických, lyrických, groteskních, satirických i biografických) a většina z nich byla autorem vydána samostatně časopisecky již dříve.
Samotný rámec tvoří nekonfliktní filozofické besedy čtyř přátel, z nichž každý reprezentuje odlišný světonázorový postoj a ve kterých se autor zabývá závažnými společenskými problémy. Tímto rámcovým vyprávěním Odojevskij navázal na Večery s panem Dvojníkem od Antonije Pogorelského a na Večery na samotě u Dikaňky Nikolaje Vasiljeviče Gogola. Svou fantastikou a groteskností je kniha předchůdcem Gogolových Petrohradských povídek.
V knize se rovněž projevuje vliv německých romantiků E. T. A. Hoffmanna a Friedricha Schellinga, jde však o dílo myšlenkově i žánrově naprosto originální..

## Obsah knihy
Hlavními hrdiny filozofických rozprav, obsažených v knize, jsou čtyři přátelé – Rostislav, Viktor, Vjačeslav a Faust (což je přezdívka). Tito přátelé se scházejí pozdě v noci u Fausta, diskutují o německé filozofii, anglickém průmyslu, evropském osvícenství a vzdělanosti, o politické ekonomii a o úspěších rozumu a pokroku lidstva, přičemž jejich rozhovory připomínají filozofické dialogy. Faust jako hostitel předčítá různé příběhy, které nashromáždil. Každý ze čtyř přátel se po dočtení příběhu Faustem vyjádří či položí otázku. Jádro dialogu tvoří převážně dva z přátel, kteří reprezentují dvě různá názorová hlediska. Další dva se přidávají k jednomu vyřčených stanovisek a případně dodávají argumenty na jeho obhájení.
Kniha je rozdělena do devíti nocí a obsahuje úvod a rozsáhlý epilog. U vložených příběhů je v závorce uveden rok prvního vydání:
- Úvod (Введение): V úvodu Odojevskij vysvětluje smysl svého díla, ve kterém se snažil napsat „drama, jehož předmětem by nebyl osud jednoho člověka, ale osud pocitu společného všemu lidstvu a různým způsobem se projevujícího v historických a zároveň symbolických postavách".[5]
- První noc (Ночь первая): Ve čtyři hodiny v noci navštíví Fausta skupina přátel. Faust je přijme jako obvykle v křesle s černou kočkou v náručí, ale pro pokročilou noční dobu s nimi odmítne diskutovat o smyslu života a o poslání člověka a odkáže je na příští večer.
- Druhá noc (Ночь вторая) obsahuje diskuzi o tom, že lidé nerozumí světu, nerozlišují pravdu od lží a geniálního umělce od šílence.
- Třetí noc (Ночь третья): Faust přátelům nejprve přečte novelu Opere del cavaliere Giambattista Piranesi (1831), ve které se jeden mladík v Neapoli setká v krámku se starými knihami s podivínem v napudřené paruce a ve starém plášti, který si prohlíží architektonické rytiny. Je to architekt a rytec Giambattista Piranesi, autor neuskutečnitelných projektů, které mohl realizovat pouze ve svých tajemných, až hrůzu nahánějících rytinách. Tato skutečnost mučí jeho duši, stala se po něho prokletím a neumožňuje mu zemřít, protože neustále hledá spasitele, který by mu poskytl prostředky pro realizaci jeho vizí. Mladíka žádá o deset miliónů zlaťáků na stavbu oblouku spojujícího Etnu s Vesuvem. Poté přátelé řeší tragédii génia, jehož konflikt se společností je prohlouben konfliktem se sebou samým.
- Čtvrtá noc (Ночь четвёртая): Faust čte přátelům několik fragmentů z pozůstalosti nedávno zesnulého mladého muže, které obdržel od jednoho svého známého. Tyto fragmenty jsou obsaženy ve složce nazvané Ekonom (Экономист), jejíž název vyjadřuje povahu tohoto mladíka. Mladík četl výhradně učené ekonomy a věřil pouze svým výpočtům. Podle zasilatele fragmentů však zjistil, že existují věci, které se takto nedají vysvětlit, což jej zahubilo. Lékaři však nedokázali jeho smrt vysvětlit. Fragmenty mají tyto názvy:
  - Zpověď vládního rady (1833, Бригадир), posmrtný monolog úředníka, který během svého života nečinil ani dobro ani zlo, nikoho nemiloval a nikdo nemiloval jeho.
  - Ples (1833, Бал), zatímco na plesu na počest vítězství nad nepřítelem, které stálo tisíce mrtvých, dav šíleně křepčí na hudbu z děl klasiků, vyjadřující lidská utrpení (Zdá se, že to nejsou lidé, ale kostry), v opuštěném kostele se modlí osamocený kněz za oběti války a za lásku k bližnímu.
  - Mstitel (1844, Мститель), ve fragmentu je vyjádřen úkol básníka, jehož „ruka už přináší nové oběti k oltáři Nemesidy, kde básník plní své tajmené poslání v období všeobecného duchovního rozkladu a společenského úpadku"..[6]
  - Pošklebek umrlcův (1834, Насмешка мертвеца): Mladá žena Líza jede s manželem za bouřlivého večera v kočáře na ples. Cestou potkají zástup nesoucí otevřenou rakev. Když silný závan větru strhne z nebožtíka roušku, zdá se Líze, že se na ni umrlec podíval a ušklibl. Líza v umrlci pozná mladíka, se kterým se důvěrně znala a jehož čistou láskou kvůli „dobré partii" pohrdla. Je otřesena k mdlobám. Když pak na plese mechanicky tančí, vnikne do sálu povodeň a s ní i rakev s mladíkem, který se Líze pošklebuje kvůli její „rozumnosti". Líza se probere doma ve své posteli, doktor její mdlobu na bále vysvětluje duševním otřesem a Lizin manžel je naštvaný, že na plese všechny vyděsila a tím ples pokazila a že kvůli ní přišel o velkou výhru v kartách.
  - Poslední sebevražda (1844, Последнее самоубийство): V budoucnu lidstvo umírá z přelidnění a z nedostatku potravin. Všichni se dohodnou, že z toho existuje jen jedna cesta – poslední sebevražda celého lidstva. Když se objeví dva mladí milenci s prosbou, že chtějí žít, sklídí jen hrubý výsměch. Následně je celá planeta zničena.
  - Cecílie (1844, Цецилия), zobrazení duševní trýzně člověka, který „neprchal před lidmi, ale před štěstím, nevyhýbal se útrapám, ale životu, neděsil jej život, ale duše plná otázek"..[7]
- Pátá noc (Ночь пятая). Faust čte přátelům cestovní zápisky z Ameriky od jiných svých přátel, s názvem Město bez názvu (1839, Город без имени). Cestovatelé na téměř nepřístupném skalním útesu spatři podivného člověka v černém dlouhém plášti, který jim vypráví smutný příběh o pokusu vybudovat novou společnost na základě myšlenek filozofa Jeremyho Benthama. Vytvořili stát Benthamie, ve kterém se stal měřítkem všech věcí výhradně okamžitý užitek. Po počátečních úspěších začali lidé bojovat mezi sebou o moc a žít ve svárech i válkách se sousedy. Nedbali také na varování přírody, až stát nakonec zničilo strašlivé zemětřesení. Následující rozprava se kriticky zabývá zejména myšlenkami ekonomů a filozofů Thomase Roberta Malthuse a Adama Smitha.
- Šestá noc (Ночь шестая). Faust předčítá přátelům novelu Beethovenův poslední kvartet (1831, Последний квартет Бетховена). V příběhu je zachycen Ludwig van Beethoven ve stáří, kdy již přišel o sluch. Žije na okraji společnosti a na vlastní náklady se o něho stará jeho žákyně Louisa. Ze společnosti se však vyděluje sám, protože ji odsuzuje za to, že ho nechápe a že se opovažuje jej dokonce kritizovat. Má neustále geniální nápady a slyší hudbu, i když nehraje. Nejedná se o pomateného starce, ale o šíleného génia. Jde po Piranesim o další konflikt umělce se společností.
- Sedmá noc (Ночь седьмая). Faust čte přátelům další příběh o geniálním šílenci, tentokrát novelu Improvizátor (1833, Импровизатор), Jejím hlavním hrdinou je básník Cyprián, který se úspěšně živí tím, že skládá obecenstvu bez jakéhokoliv rozmýšlení básně na zadané téma. Dříve prožíval duševní muka nad tím, že nedokázal dostatečně vyjádřit své básnické obrazy. Obrátil se proto na nechvalně známého a nestárnoucího lékaře Siegela, o kterém se říkalo, že všichni jeho nepřátelé zemřeli na záhadné choroby. Siegel mu pomocí černé magie přičaroval schopnost všechno vidět, všechno znát, všechno chápat a tvořit bez práce. Tento dar se stal Cypriánovým prokletím, protože ztratil schopnost vnímat krásu. Místo krásné ženy viděl chodící lidský mechanismus s orgány, místo nádherného obrazu jen chemickou směsici barev, hudba se pro něho stala pouhými akustickými zvuky, ve filozofických knihách viděl jen snahu autorů říci něco nového. Cyprián ze svého daru nakonec zešílí. Následující debata se mimo jiné týká Schellingova pojetí vztahu ducha a přírody.
- Osmá noc (Ночь восьмая). Faust pokračuje ve čtení příběhů geniálních umělců. Tentokrát jde o povídku Sebastian Bach (1835, Себастиян Бах). Jedná se o nejdelší povídku v knize, ve které autor sleduje vývoj Johanna Sebastiana Bacha od jeho dětství. Objevuje se zde motiv lásky, kterou umělec potřebuje ke své tvorbě. Díky své ženě Magdaleně pociťuje Bach harmonii, která mu umožňuje skládat geniální hudbu. Myslí však jen sám na sebe a na své umění a nevšímá si manželčina trápení z nenadálé lásky k samolibému italskému hudebníkovi Franceskovi, kterému to připadá pouze zábavné. Magdalena nakonec umírá a Bach postupně zjistí, že není schopen bez ní tvořit.
- Devátá noc (Ночь девятая). Poslední noc knihy obsahuje zakončení Faustova vypravování, ve kterém jsou hrdinové z předchozích povídek a novel postaveni před světový soud. Každý z nich byl odsouzen za to, co udělal (například Piranesi za to, že jeho život měl patřit lidem a nikoliv jemu), nebo za to, co neudělal (například Bach za to, že jeho život měl patřit jemu a ne uměni).[8]
- Epilog (Эпилог). Dialog přátel v epilogu přechází místy do vášnivé diskuze, která reprezentuje a konfrontuje různé pohledy na svět a společnost a srovnává Evropu a Rusko i z hlediska slavjanofilství.

## Česká vydání
- Porananěné sny, Odeon, Praha 1974, vybral Vladimír Svatoň, přeložil Jiří Honzík, výbor z díla. Obsahuje novely Kněžna Mimi a Sylfida, z Pestrých pohádek pohádku Proč je na pováženou, prochází-li se více panenek po Něvské třídě v houfu a z knihy Ruské noci příběhy Opere del Cavaliere Giambattista Piranesi, Zpověď vládního rady, Pošklebek umrlcův, Město bez názvu, Beethovenův poslední kvartet, Improvizátor a Sebastian Bach.
- Ruské noci, Odeon, Praha 1981, přeložil Jiří Honzík.
- Město bez názvu, povídka je obsažena v antologii Magický kristal, Svoboda, Praha 1982